# Josef Heumann
Pour les articles homonymes, voir Heumann.
Josef Heumann, né le 14 octobre 1964 à Oberaudorf, est un sauteur à ski et coureur du combiné nordique allemand.

## Biographie
Il est membre du club de sa ville natale Oberaudorf.
En tant que sauteur à ski, il obtient sa première sélection internationale à la Tournée des quatre tremplins en 1981-1982. Il est de nouveau présent dans cette Tournée en 1986-1987, où il obtient son premier résultat significatif de points pour la Coupe du monde à Bischofshofen (onzième).
Lors de la saison suivante, il compte deux quatrièmes places en Coupe du monde à Lake Placid et Gallio et prend part aux Jeux olympiques de Calgary, où il est au-delà du top trente en indivduel et se classe sixième par équipes.
En janvier 1989, il monte sur son premier podium individuel en Coupe du monde en terminant troisième à Chamonix. Un an plus tard, il améliore ce résultat d'une place à Oberstdorf à l'occasion de la Tournée des quatre tremplins. Il établit son meilleur classement général en Coupe du monde cet hiver avec la dixième position. Son troisième et ultime podium intervient à Sapporo en décembre 1990.
Il prend sa retraite sportive en 1992.
En combiné nordique, il obtient son meilleur résultat dans la Coupe du monde en février 1984 à Falun, où il termine septième.

## Palmarès en saut à ski

### Jeux olympiques
| Épreuve / Édition | Calgary 1988 |
| Petit tremplin    | 31e          |
| Grand tremplin    | 36e          |
| Par équipes       | 6e           |

### Championnats du monde
| Épreuve / Édition | Lahti 1989 | Val di Fiemme 1991 |
| Petit tremplin    | 33e        | 50e                |
| Grand tremplin    | 23e        |                    |

### Championnats du monde de vol à ski
| Épreuve / Édition | Vikersund 1990 |
| Individuel        | 18e            |

### Coupe du monde
- Meilleur classement général : 10e en 1989.
- 3 podiums individuels : 1 deuxième place et 2 troisièmes places

## Palmarès en combiné

### Coupe du monde
- Meilleur classement général : 26e en 1984.
- Meilleur résultat : 7e.